# Dirlenbachtal

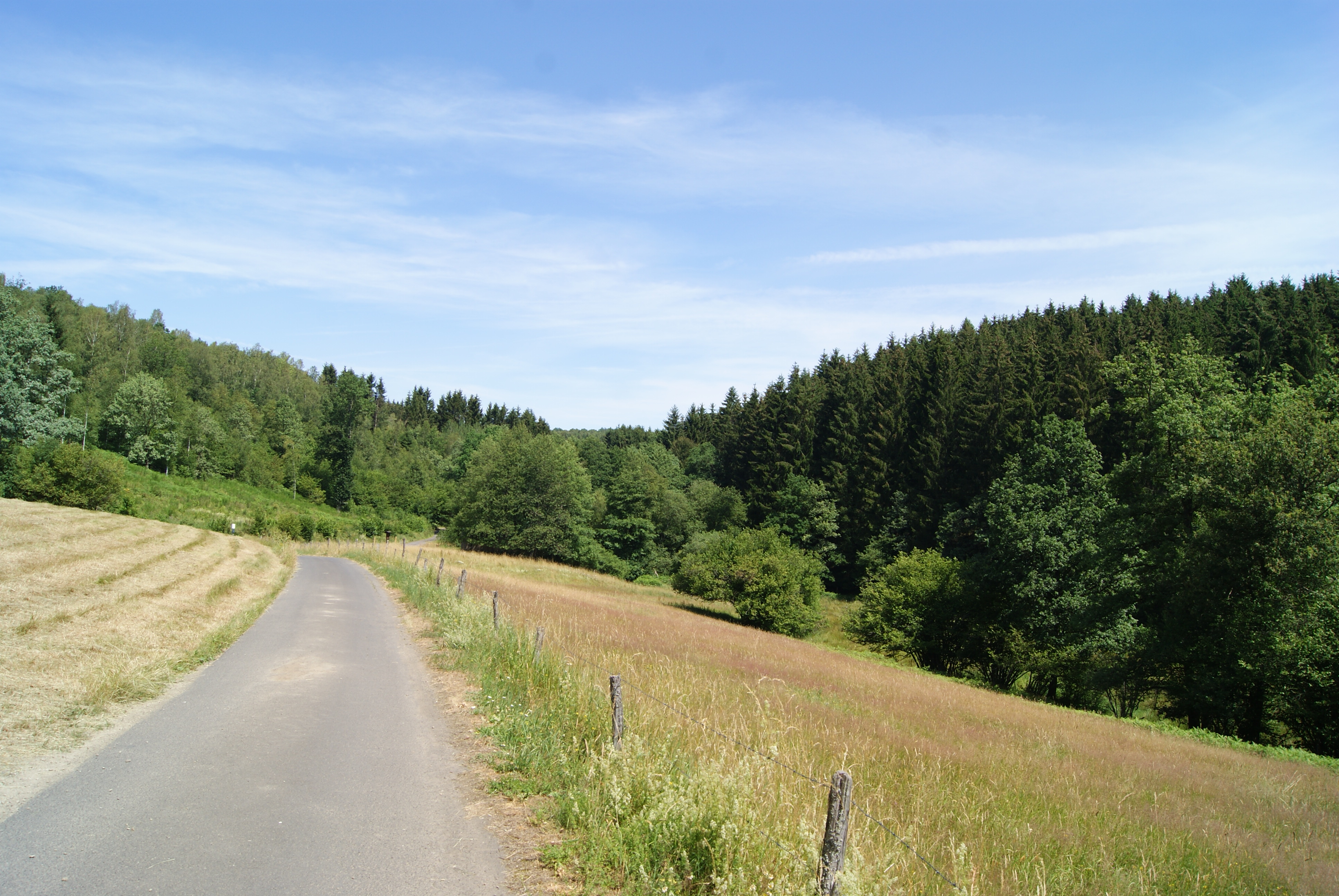
Landschaft im südlichen Schutzgebiet

Das Naturschutzgebiet Dirlenbachtal befindet sich auf dem Gebiet der Stadt Freudenberg (Stadtteil Dirlenbach) in Nordrhein-Westfalen. Das Areal umfasst eine Fläche von 16,2 ha.

## Geographie und Geologie
Das Naturschutzgebiet liegt in einem Mittelgebirgstal nördlich von Dirlenbach, einem Stadtteil von Freudenberg. Es ist dem Naturraum Siegerland im Rheinischen Schiefergebirge zuzuordnen. Das Klima im Stadtgebiet von Freudenberg wird als atlantisch geprägt, wolken- und niederschlagsreich beschrieben. Die mittlere Jahrestemperatur beträgt 8 °C.

## Schutzzweck
Die Ausweisung des Naturschutzgebietes erfolgte zwecks Erhaltung und Wiederherstellung eines Mittelgebirgstals, das überwiegend als Grünland genutzt wird, und darin vorkommender gefährdeter Tier- und Pflanzenarten. Hervorzuheben sind:
- extensiv genutzte Feuchtwiesen mit Sumpfdotterblumen (Calthion)
- Seggen- und Binsen-reiche Nasswiesen
- Glatthaferwiesen (gefährdet)
- Großseggenriede (gefährdet)
- feuchte Hochstaudenflure
- Blasenseggenriede (gefährdet; stark gefährdet im Bundesgebiet)
- Erlenauwald entlang von Bächen (gefährdet), naturnahe Fließgewässer und Quellbereiche

Weiterhin soll der landschaftsästhetische Aspekt erhalten und entwickelt werden.

## Gebietsbeschreibung
Das Schutzgebiet umfasst ein Areal im Tal des Dirlenbach, welches durch offene Flächen und Grünlandnutzung geprägt ist. Zahlreiche Biotoptypen sind hierin verzahnt. Im nördlichen Abschnitt schließt das Schutzgebiet die im Wald gelegenen Quellläufe mit ein. Der Bachlauf wird teils durch Fichtenbestände gesäumt. An wenigen Stellen existieren naturnahe, Schwarzerlen-bestandene Uferbereiche. Der Talgrund weist Sumpfberiche sowie Feucht- und Nasswiesen mit Seggen- und Binsenbestand, feuchte Hochstaudenfluren und Weichholzbestände (Weiden) auf. Im Talgrund erfolgt extensive Bewirtschaftung durch Beweidung. Höher gelegen im westlichen Bereich befinden sich trockenere Bereiche.
Die Uferstrukturen des Dirlenbach sind weitgehend naturbelassen. Das Fließgewässersystem weist eine gute Qualität auf, was sich durch den Bestand entsprechender Fischarten (Bachforelle, Elritze) und Liebellenarten anzeigt.

### Flora und Fauna
Zu den bemerkenswerten Pflanzenarten, die im Gebiet gefunden werden, zählen:
- Blasensegge (Carex vesicaria)
- Breitblättriges Knabenkraut (Dactylorhiza majalis)
- Fieberklee (Menyanthes trifoliata)
- Heil-Ziest (Betonica officinalis)
- Hirse-Segge (Carex panicea)
- Sumpf-Veilchen (Viola palustris)

Als besonders nennenswerte Tierarten im Schutzgebiet werden aufgeführt:
- Wasseramsel (Cinclus cinclus)
- Bachforelle (Salmo trutta fario)
- Elritze (Phoxinus phoxinus)

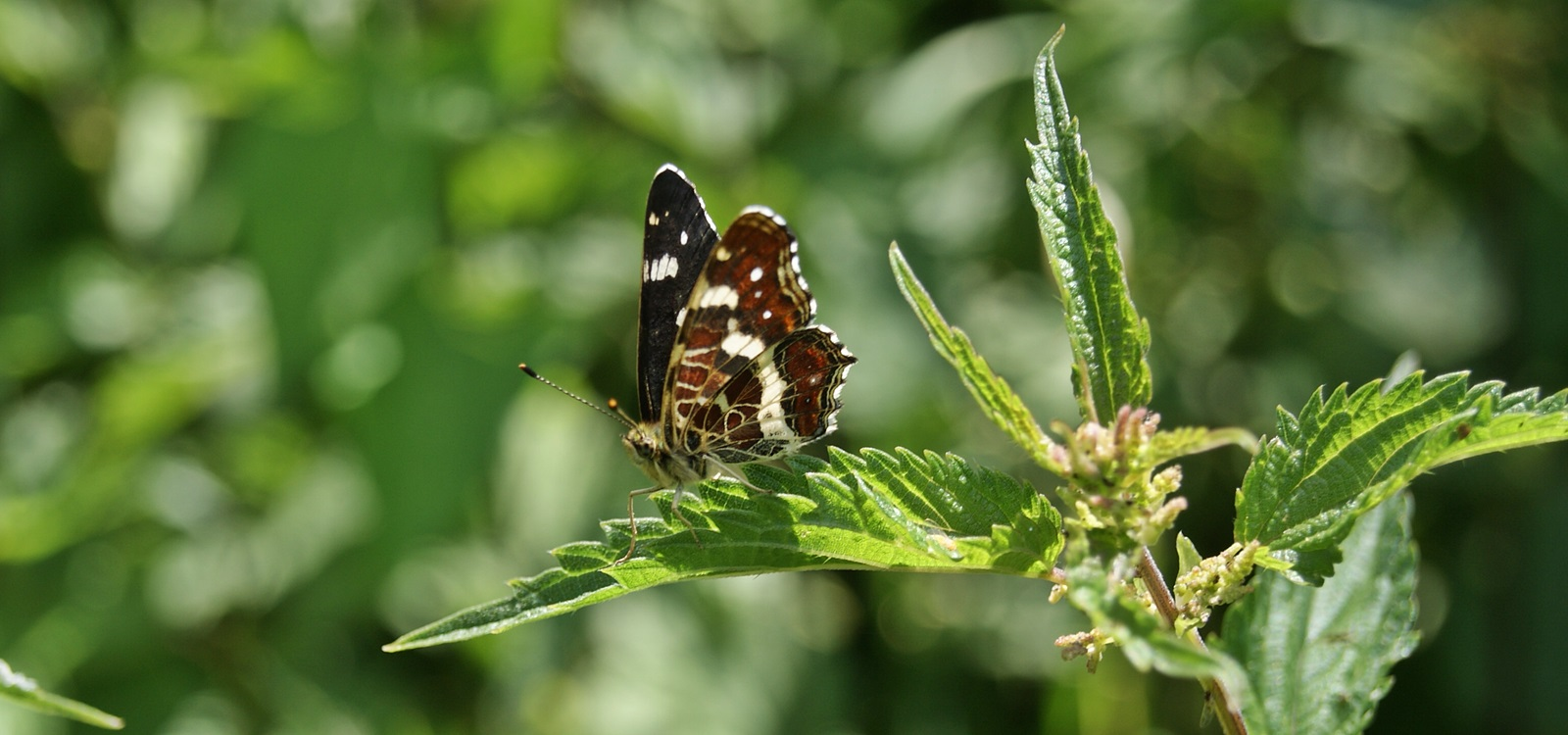
Das Dirlenbachtal bietet zahlreichen Schmetterlingsarten einen Lebensraum; hier: Landkärtchen (A. levana)

- Blauflügel-Prachtlibelle (Calopteryx virgo)
- Mädesüß-Perlmuttfalter (Brenthis ino)
- Schachbrettfalter (Melanargia galathea)
- Ringelnatter (Natrix natrix)
- Grasfrosch (Rana temporaria)

## Gefährdungen
Durch Aufgabe der Bewirtschaftung in besonders nassen Bereichen besteht dort die Tendenz zur Entwicklung von Hochstaudenfluren und Verbuschung mit Weidengehölzen. Das Brachfallen von Grünflächen sowie Aufforstungen mit Fichten im nördlichen Teil des Schutzgebietes stellen ebenfalls eine Gefährdung dar. Von Teichanlagen können Störungen durch Wasserentnahme und Florenverfälschung resultieren.
Maßnahmen zur Pflege und Entwicklung umfassen geregelte Mahd und Beweidung zwecks Erhaltung der offenen Grünlandflächen, Zurückdrängen von Gebüschen (insb. Schlehe), Gewährleistung der Durchgängigkeit der Gewässer und der Rückbau von Teichanlagen. Nadelholzbestände sollen langfristig in gewässerbegleitende Schwarzerlenwälder umgewandelt werden.